# Кошарка на Летњим олимпијским играма 1964.
Кошаркашки турнир на Летњим олимпијским играма одржаним 1964. године је шести по реду званични кошаркашки турнир на Олимпијским играма. Турнир је одржан у Токију, Јапан. На турниру је учествовало укупно 16 репрезентација и одиграно је укупно 58 утакмица.
За игре одржане 1964, формула такмичарског дела турнира задржана је са претходних игара у Риму. Шеснаест репрезентативних тимова је подељено у две групе од по осам тимова. Две најбоље пласиране репрезентације су се квалификовале у полуфинале. Репрезентације које су биле на трећој и четвртој позицији у првој фази квалификовале су се у класификациону групу од 5. до 8. места. Репрезентације које су биле на петом и шестом месту у својој групи квалификовале су се у класификациону групу од 9. до 12. места и на крају две задњепласиране екипе у свакој групи квалификовале су се у класификациону групу од 13 до 16. места.

## Југославија
Југославији је ово било друго званично учешће на олимпијском турниру у кошарци.
У конкуренцији 16 земаља које су учествовале на олимпијском кошаркашком турниру, Југославија је заузела седмо место. Југославија је играла у групи Б где је заузела треће место и квалификовала се у полуфиналну групу, где је у разигравању у утакмицама од петог до осмог места са једним поразом и једном победом освојила седмо место у укупном пласману. Репрезентација Југославије је на девет утакмица остварила шест победа и доживела три пораза, постигла 670 кошева а примила 583. Просек постигнутих кошева Југославије је био 74,4 по утакмици према 64,7 примљених и позитивна кош разлика од 87 кошева..

## Земље учеснице турнира
Свакој репрезентацији је омогућено да има највише 12 играча. На турниру је укупно било 192 играча који су представљали 16 репрезентација учесница. На кошаркашком турниру је одиграно укупно 58 утакмица.
| - Аустралија - Бразил - Италија - Јапан - Југославија - Канада - Јужна Кореја - Мађарска | - Порторико - Мексико - Пољска - Перу - Сједињене Америчке Државе - Совјетски Савез - Уругвај - Финска |

## Резултати

### Прелиминарна фаза

#### Група A
| Репрезентација  | Бод | Ута | Поб | Изг | К+  | К-  |
| --------------- | --- | --- | --- | --- | --- | --- |
| Совјетски Савез | 14  | 7   | 7   | 0   | 562 | 424 |
| Порторико       | 12  | 7   | 5   | 2   | 493 | 454 |
| Пољска          | 11  | 7   | 4   | 3   | 467 | 448 |
| Италија         | 11  | 7   | 4   | 3   | 495 | 480 |
| Мексико         | 10  | 7   | 3   | 4   | 485 | 514 |
| Јапан           | 10  | 7   | 3   | 4   | 421 | 428 |
| Мађарска        | 9   | 7   | 2   | 5   | 407 | 469 |
| Канада          | 7   | 7   | 0   | 7   | 408 | 521 |

| 11. октобар |       |           |
| Пољска      | 56–53 | Мађарска  |
| Италија     | 85–80 | Мексико   |
| Јапан       | 55–65 | Порторико |
| СССР        | 87–52 | Канада    |
| 12. октобар |       |           |
| Италија     | 74–64 | Порторико |
| Пољска      | 81–57 | Јапан     |
| СССР        | 87–76 | Мексико   |
| Канада      | 59–70 | Мађарска  |
| 13. октобар |       |           |
| Италија     | 58–61 | Пољска    |
| Мексико     | 55–73 | Порторико |
| СССР        | 84–42 | Мађарска  |
| Канада      | 37–58 | Јапан     |
| 14. октобар |       |           |
| СССР        | 82–63 | Порторико |
| Мађарска    | 41–58 | Јапан     |
| Канада      | 54–66 | Италија   |
| Мексико     | 71–70 | Пољска    |
| 16. октобар |       |           |
| Мексико     | 78–68 | Канада    |
| Мађарска    | 73–77 | Италија   |
| СССР        | 72–59 | Јапан     |
| Порторико   | 66–60 | Пољска    |
| 17. октобар |       |           |
| Јапан       | 72–68 | Италија   |
| Мађарска    | 69–61 | Мексико   |
| СССР        | 74–65 | Пољска    |
| Порторико   | 88–69 | Канада    |
| 18. октобар |       |           |
| Порторико   | 74–59 | Мађарска  |
| Пољска      | 74–69 | Канада    |
| Јапан       | 62–64 | Мексико   |
| СССР        | 76–67 | Италија   |

#### Група Б
| Репрезентација   | Бод | Ута | Поб | Изг | К+  | К-  |
| ---------------- | --- | --- | --- | --- | --- | --- |
| Сједињене Државе | 14  | 7   | 7   | 0   | 569 | 333 |
| Бразил           | 12  | 7   | 5   | 2   | 473 | 452 |
| Југославија      | 12  | 7   | 5   | 2   | 529 | 453 |
| Уругвај          | 11  | 7   | 4   | 3   | 472 | 482 |
| Финска           | 10  | 7   | 3   | 4   | 409 | 475 |
| Аустралија       | 9   | 7   | 2   | 5   | 434 | 460 |
| Перу             | 9   | 7   | 2   | 5   | 431 | 453 |
| Јужна Кореја     | 7   | 7   | 0   | 7   | 432 | 641 |

| 11. октобар  |        |              |
| Јужна Кореја | 72–80  | Финска       |
| Бразил       | 50–58  | Перу         |
| Југославија  | 84–71  | Уругвај      |
| САД          | 78–45  | Аустралија   |
| 12. октобар  |        |              |
| Јужна Кореја | 64–105 | Уругвај      |
| Бразил       | 68–64  | Југославија  |
| САД          | 77–51  | Финска       |
| Аустралија   | 81–62  | Перу         |
| 13. октобар  |        |              |
| САД          | 60–45  | Перу         |
| Финска       | 55–73  | Уругвај      |
| Аустралија   | 70–74  | Југославија  |
| Јужна Кореја | 65–92  | Бразил       |
| 14. октобар  |        |              |
| САД          | 83–28  | Уругвај      |
| Перу         | 64–73  | Југославија  |
| Финска       | 54–61  | Бразил       |
| Аустралија   | 65–58  | Јужна Кореја |
| 16. октобар  |        |              |
| Финска       | 61–59  | Аустралија   |
| Перу         | 84–57  | Јужна Кореја |
| Уругвај      | 68–80  | Бразил       |
| САД          | 69–61  | Југославија  |
| 17. октобар  |        |              |
| Југославија  | 99–66  | Јужна Кореја |
| Перу         | 59–63  | Финска       |
| САД          | 86–53  | Бразил       |
| Уругвај      | 58–57  | Аустралија   |
| 18. октобар  |        |              |
| САД          | 116–50 | Јужна Кореја |
| Југославија  | 74–45  | Финска       |
| Бразил       | 69–57  | Аустралија   |
| Уругвај      | 69–59  | Перу         |

### Класификациона група од 13º-16 места
| 20. октобар |       |              |
| Мађарска    | 99–83 | Јужна Кореја |
| Канада      | 82–81 | Перу         |

#### Класификациона утакмица за 15º-16º место
| 22. октобар |       |              |
| Перу        | 71–66 | Јужна Кореја |

#### Класификациона утакмица за 13º-14º место
| 22. октобар |       |        |
| Мађарска    | 68–65 | Канада |

### Класификациона група од 9-12 места
| 21. октобар |       |         |
| Аустралија  | 70–58 | Мексико |
| Јапан       | 54–45 | Финска  |

#### Класификациона утакмица за 11-12 место
| 23. октобар |       |         |
| Финска      | 73–72 | Мексико |

#### Класификациона утакмица за 9-10 место
| 23. октобар |       |       |
| Аустралија  | 64–57 | Јапан |

### Класификациона група од 5-8 места
| 20. октобар |       |             |
| Пољска      | 82–69 | Уругвај     |
| Италија     | 75–63 | Југославија |

#### Класификациона утакмица за 7-8 место
| 22. октобар |       |         |
| Југославија | 78–55 | Уругвај |

#### Класификациона утакмица за 5-6 место
| 22. октобар |       |        |
| Италија     | 79–59 | Пољска |

### Полуфинале
| 21. октобар      |       |           |
| Совјетски Савез  | 53–47 | Бразил    |
| Сједињене Државе | 62–42 | Порторико |

#### Финалне утакмице за медаље
Победници из полуфинала су играли једни против других у финалу.
| Финале          | Победник                  | Резултат | Поражени        |
| --------------- | ------------------------- | -------- | --------------- |
| Бронзана медаља | Бразил                    | 76-60    | Порторико       |
|                 |                           |          |                 |
| Златна медаља   | Сједињене Америчке Државе | 73-59    | Совјетски Савез |

## Медаље
| · 2. место · Совјетски Савез · | · Олимпијски шампион · Сједињене Државе · 6. титула | · 3. место · Бразил · |

## Коначан пласман
| Позиција | Репрезентација            |
| -------- | ------------------------- |
| 1        | Сједињене Америчке Државе |
| 2        | Совјетски Савез           |
| 3        | Бразил                    |
| 4        | Порторико                 |
| 5        | Италија                   |
| 6        | Пољска                    |
| 7        | Југославија               |
| 8        | Уругвај                   |
| 9        | Аустралија                |
| 10       | Јапан                     |
| 11       | Финска                    |
| 12       | Мексико                   |
| 13       | Мађарска                  |
| 14       | Канада                    |
| 15       | Перу                      |
| 16       | Јужна Кореја              |